# Simetrie de translație

Funcția de translație invariantă este. Măsura Lebesgue este un exemplu pentru o astfel de funcție.

În geometrie, a transla o figură geometrică înseamnă a o deplasa dintr-un loc în altul fără a o roti. O translație „glisează” un obiect prin a: Ta(p) = p + a.
În fizică și matematică simetria de translație continuă este invarianța⁠(d) unui sistem de ecuații la orice translație. Simetria de translație discretă este invariantă la o translație discretă.
Analog, un operator A pe funcții se spune că este invariant la translație în raport cu un operator de translație {\displaystyle T_{\delta }} dacă rezultatul după aplicarea A nu se schimbă dacă argumentul funcției este translat. Mai precis, trebuie să fie valabilă relația {\displaystyle \forall \delta \ Af=A(T_{\delta }f).}
Legile fizicii sunt invariante din punct de vedere al translațiilor pentru o translație spațială dacă nu fac distincție între diferitele puncte din spațiu. Conform teoremei lui Noether⁠(d), simetria spațială de translație a unui sistem fizic este echivalentă cu conservarea impulsului.
Simetria de translație a unui obiect înseamnă că o translație nu schimbă obiectul. Pentru un obiect dat, translațiile la care se aplică acest lucru formează un grup, grupul de simetrie al obiectului sau, dacă obiectul are mai multe tipuri de simetrie, un subgrup al grupului de simetrie.

## Geometrie
Invarianța la translație implică faptul că, cel puțin într-o direcție, obiectul este infinit: pentru orice punct dat p, mulțimea de puncte cu aceleași proprietăți datorită simetriei de translație formează mulțimea discretă infinită {p + na | n ∈ Z} = p + Z a. Domeniile fundamentale sunt de exemplu H + [0, 1] a pentru orice hiperplan H pentru care a are o direcție independentă. Acesta este în spațiul unidimensional un segment, în cel bidimensional o bandă infinită și în tridimensional o placă (o figură geometrică cu două fețe paralele infinite), astfel încât vectorul care începe pe o parte se termină pe cealaltă parte. Banda și placa nu trebuie să fie perpendiculare pe vector, prin urmare pot fi mai înguste sau mai subțiri decât lungimea vectorului.
În spațiile cu dimensiunea mai mare de 1 pot exista simetrii de translație multiple. Pentru fiecare set de vectori de translație independenți k, grupul de simetrii este izomorf cu Zk. În special, multiplicitatea poate fi egală cu dimensiunea. Aceasta înseamnă că obiectul este infinit în toate direcțiile. În acest caz, mulțimea tuturor translațiilor formează o latice. Baze diferite ale vectorilor de translație generează aceeași latice dacă și numai dacă una este transformată în cealaltă printr-o matrice de coeficienți întregi a cărei valoare absolută a determinantului este 1. Valoarea absolută a determinantului matricei formată dintr-un set de vectori de translație este hipervolumul paralelipipedului n-dimensional generat de vectori. Acest paralelipiped este un domeniu fundamental al simetriei: orice model pe sau în el este posibil și asta definește întregul obiect.
De exemplu. în bidimensional, în loc de a și b se poate lua și a și a − b etc. În general, în bidimensional se poate lua pa + qb și  ra + sb pentru numerele întregi p, q, r și s astfel încât ps − qr este 1 sau −1. Acest lucru garantează că a și b sunt combinații liniare întregi ale celorlalți doi vectori. Dacă nu, nu toate translațiile sunt posibile cu cealaltă pereche. Fiecare pereche a, b definește un paralelogram, toate cu aceeași arie, mărimea produsului vectorial. Un paralelogram definește pe deplin întregul obiect. Fără simetrie suplimentară, acest paralelogram este un domeniu fundamental. Vectorii a și b pot fi reprezentați prin numere complexe. Pentru două puncte de rețea date, echivalența opțiunilor unui al treilea punct pentru a genera o formă de rețea este reprezentată de grupul modular⁠(d).
Alternativ, de exemplu un dreptunghi, poate defini întregul obiect, chiar dacă vectorii de translație nu sunt perpendiculari, dacă are două laturi paralele cu un vector de translație, în timp ce celălalt vector de translație care începe dintr-o parte a dreptunghiului se termină în partea opusă.
De exemplu, fie o pavare cu plăci dreptunghiulare egale, cu un model asimetric pe ele, toate orientate la fel, pe rânduri, iar fiecare rând fiind deplasat cu o fracțiune dintr-o placă (dar nu cu exact o jumătate de placă), întotdeauna la fel, atunci avem doar simetrie de translație, grupul de tapet p1⁠(d). Cu simetria de rotație de ordinul doi a modelului de pe plăci avem grupul p2 (mai multă simetrie a modelului de pe placă nu schimbă asta, din cauza aranjamentului plăcilor). Dreptunghiul este o unitate mai convenabilă de considerat ca domeniu fundamental (sau un set de două dintre ele) decât un paralelogram format dintr-o parte dintr-o placă și o parte din alta.
În bidimensional poate exista simetrie de translație într-o direcție pentru vectori de orice lungime. O dreaptă, nu în aceeași direcție, definește complet întregul obiect. Similar, în tridimensional poate exista simetrie de translație în una sau două direcții pentru vectori de orice lungime.

## Exemple

Relația „mai mic” este invariantă la translație

- Grupurile frizelor au toate simetrie de translație și uneori și alte proprietăți.
- Transformata Fourier cu calcularea ulterioară a valorilor absolute este un operator invariant de translație.
- Graficul unei funcții polinomiale este invariant la translație.
- Măsura Lebesgue este o măsură completă invariantă la translație.